# 金牛鄂城戰鬥
金牛鄂城戰鬥（1938年10月20日－1938年10月25日）发生于中國鄂東一帶，是抗日戰爭主要戰鬥之一，交戰一方為守軍之國民革命軍，另一方則為日軍。